# Großsteingrab Wellen
Das Großsteingrab Wellen war eine megalithische Grabanlage der jungsteinzeitlichen Trichterbecherkultur bei Wellen, einer Ortschaft der Einheitsgemeinde Beverstedt im niedersächsischen Landkreis Cuxhaven. Es wurde im 19. oder frühen 20. Jahrhundert zerstört. Es besaß einen großen Deckstein. Über Ausrichtung, Maße und Grabtyp liegen keine näheren Angaben vor.